# Thomas Wharton (anatomista)
Thomas Wharton (Winston, 31 d'agost de 1614 - Londres, 15 de novembre de 1673) fou un metge i anatomista anglès més conegut per les seves descripcions del conducte submandibular (un dels conductes salivars) i la gelatina de Wharton del cordó umbilical.